# アラグア州
アラグア州（アラグアしゅう、スペイン語：Estado Aragua）は、ベネズエラの中北部に位置する州である。面積7014km²、2019年の推計人口は187万900人。州都はマラカイ。

## 地理
アラグア州は北西から南東に細長い形をしている。北東部は山地で、北でカリブ海に面する。中心部はバレンシア湖の東側の盆地で、州都で最大の都市マラカイもここにある。南東部はインテリオル山地、その南端はリャノの一部である。

## 政治
2006年現在の州知事は、ディダルコ・ボリバルである。

## 歴史
- 2022年10月9日 - ラステヘリアスで集中豪雨があり河川が氾濫。すくなくとも22人が死亡、50人以上が行方不明になった[2]。

## 隣接州
- バルガス州
- ミランダ州
- グアリコ州
- カラボボ州

## 市町村と市庁所在地
- ウルダネタ市 - バルバコア
- オクマレデラコスタデオロ市 - オクマレデラコスタ
- カマタグア市 - カマタグア
- サモラ市 - ビジャデクラ
- サンカシミロ市 - サンカシミロ
- サンセバスティアン市 - サンセバスティアンデロスレジェス
- サンティアゴマリニョ市 - トゥルメロ
- サントスミチェレナ市 - ラステヘリアス
- スクレ市 - カグア
- トバル市 - コロニアトバル
- ヒラルド市 - マラカイ
- フランシスコリナレスアルカンタラ市 - サンタリタ
- ホセアンヘルラマス市 - サンタクルス
- ホセフェリクスリバス市 - ラビクトリア
- ホセラファエルレベンガ市 - エルコンセホ
- ボリバル市 - サンマテオ
- マリオブリセニョイラゴリイ市 - エルリモン
- リベルタドル市 - パロネグロ

## 治安
- 2010年代にベネズエラ内外で台頭したギャング組織、トレン・デ・アラグアは、州内の鉄道労働組合員がトコロン刑務所内で組織化させたものである。メンバーは出所して刑務所外で活動を活発化させる一方、幹部は刑務所には残り影響力を行使した[3]。2023年、ベネズエラ政府は1万人以上の軍と警察を動員して、トコロン刑務所を制圧。組織の解体を宣言したが、幹部は行方をくらませた[4]。